# گونار بیورنستراند
گونار بیورنستراند (به سوئدی: Gunnar Björnstrand) (زاده ۱۳ نوامبر ۱۹۰۹ – درگذشته ۲۶ مه ۱۹۸۶) بازیگر سوئدی بود که به واسطۀ کار با نویسنده و کارگردان، اینگمار برگمان، معروف بود.

## زندگینامه
او با نام کنوت گونار جوهانسون (به سوئدی: Knut Gunnar Johanson) در استکهلم زاده شد. او پسر یک بازیگر اسکار جوهانسون و الا مولئون بود. پس از تحصیلات در مدرسه بازیگری تئاتر دراماتیک سلطنتی، او چندین حضور در تئاتر، فیلم و رادیو ساخته داشت. اولین همکاری بیورنستراند با اینگمار برگمان در سال ۱۹۴۱ در تئاتری بنام آگوست "سونات شبح" بود.
اولین فیلم او نقش اصلی در فیلم hamn i Natt ساختۀ سال ۱۹۴۳ بود. پس از امضای قرارداد بااونسک فیلم اندوستری (Svensk Filmindustri)، او به‌طور عمده در کارهای کمدی، از جمله فیلم‌های برگمان مانند لبخندهای یک شب تابستانی (۱۹۵۵) ارائه شد. در سال ۱۹۵۷، او در دو نقش دراماتیک در فیلم‌های مهر هفتم و توت فرنگی های وحشی ظاهر شد. پس از آن پیوسته در فیلم‌های برگمان تا سال ۱۹۶۱ بازی کرد، تا زمانیکه کارش برای این کارگردان کم شد. در سال‌های بعد، کار حرفه‌ای سینمایی بیورنستراند، کاهش یافت، و او به کار تئاتر و تلویزیون بازگشت.
آخرین فیلم او با برگمان در فانی و الکساندر (۱۹۸۲)، در حالیکه از بیماری آلزایمر رنج می‌برد. بیورنستراند در استکهلم در سال ۱۹۸۶ درگذشت.
بیورنستراند با بازیگر و نویسنده لیلی بیورنستراند ازدواج کرد. آن‌ها سه دختر به نام‌های کریستینا، گابریل و ورونیکا بیورنستراند داشتند، که از میان آن‌ها ورونیکا بر روی صحنه و تلویزیون ظاهر شد. بیورنستراند فعالیت سیاسی نیز داشت و در تظاهرات ضد جنگ ویتنام شرکت داشت.
از دیگر فیلم‌های او می‌توان به تابو اشاره کرد.